# Synagoge (Konstanz)

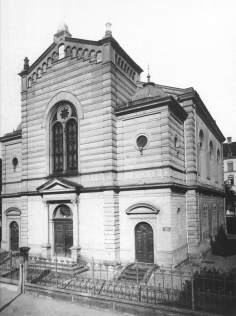
Ehemalige Synagoge in Konstanz, um 1895

Die Synagoge in Konstanz, der Kreisstadt des Landkreises Konstanz in Baden-Württemberg, wurde 1882/83 errichtet und während der Novemberpogrome 1938 zerstört. Diese erste Synagoge befand sich in der Sigismundstraße. Ein Neubau wurde im Jahr 2019 eingeweiht.

## Geschichte
Die jüdische Gemeinde Konstanz bemühte sich ab 1872 eine Synagoge zu bauen. Von der städtischen Spitalstiftung Konstanz konnte das Grundstück Sigismundstraße 19 gekauft und dank zahlreicher Spenden und mit Hilfe eines Kredits konnte die Finanzierung gesichert werden. Die Synagoge wurde nach den Plänen des Architekten und Stadtbaumeisters Holzmann aus Konstanz errichtet. Die Einweihung, bei der zahlreiche Vertreter der staatlichen und städtischen Behörden und der christlichen Kirchen anwesend waren, fand am 28. September 1883 statt.

## Architektur
Erich Bloch, nach dem die Dr.-Erich-Bloch-und-Lebenheim-Bibliothek benannt ist, beschreibt in seinem Buch die Synagoge wie folgt: 

„[Sie] hatte einen romanischen Grundcharakter mit Stilelementen der Renaissance. Das Hauptportal war flankiert von zwei kleineren turmartigen Kuppelbauten. Die Synagoge stand etwas im Hintergrund der Straße und war seitwärts und hinten eingerahmt von Sträuchern, Bäumen und Rasen. Die Vorderfront war mit einem kunstvollen Eisengitter abgeschlossen und hatte drei Eingänge. Das Innere der Synagoge stellte eine dreischiffige Halle dar. Gegenüber dem Eingang befand sich eine durch drei Stufen erhöhte Gebets- und Predigerkanzel, und in der Apsis war der Toraschrein und darüber der Chor mit einer Orgel. Im oberen Stockwerk liefen an beiden Seiten und hinten tief gestaffelte Emporen. Architekt Holzmann ließ die geschmackvollen Innendekorationen von dem Kunstmaler Brasch aus Karlsruhe anfertigen. Die Fenster zierten ornamentale Glasmalereien, welche den Raum in ein gedämpftes Licht andächtiger Stimmung versetzten. – Die Synagoge bildete ein künstlerisches Pendant zur benachbarten Augustinerkirche.“

1931 wurde die Synagoge umfassend modernisiert und gleichzeitig auch eine neue Orgel eingebaut.

## Orgel
Die erste Orgel war 1898 von der Orgelbaufirma Mönch (Überlingen) erbaut worden. Das rein mechanische Instrument hatte 11 Register auf zwei Manualen und Pedal. Seit 1925 befindet sich die Orgel in der katholischen Pfarrkirche St. Sebastian, Hubertshofen (Donaueschingen).
| I Manual C–f3 |                |       |
| 1.            | Principal      | 8′    |
| 2.            | Viola di Gamba | 8′    |
| 3.            | Bourdon        | 8′    |
| 4.            | Octav          | 4′    |
| 5.            | Mixtur II–IV   | 2 ⁄3′ |

| II Manual C–f3 |               |    |
| 6.             | Gemshorn      | 8′ |
| 7.             | Flöte amabile | 8′ |
| 8.             | Dolce         | 8′ |
| 9.             | Flöte d’amor  | 4′ |

| Pedalwerk C–c1 |         |     |
| 10.            | Subbaß  | 16′ |
| 11.            | Violone | 8′  |

## Zeit des Nationalsozialismus
In der Zeit des Nationalsozialismus wurde die Synagoge bereits am 1. November 1936 angezündet und der Toraschrein, die Orgel und vier Fächer im Synagogengestühl, in denen die Gebetsmäntel und -bücher aufbewahrt wurden, verbrannten. Durch die Hitze wurde der Verputz an den Innenwänden und das Gestühl beschädigt.
Nachdem die Synagoge 1937 durch den Architekten Fritz Nathan instand gesetzt worden war, wurde sie in der Reichspogromnacht vom 9. zum 10. November 1938 von SS-Männern unter Führung von Walter Stein in Brand gesteckt. Die Konstanzer Feuerwehr, die an der Brandlegung beteiligt war, durfte den Brand nicht löschen. Am Morgen des 10. November 1938 wurde die Brandruine der Synagoge schließlich durch eine Pioniereinheit des in Radolfzell stationierten III./SS-VT „Germania“ gesprengt.

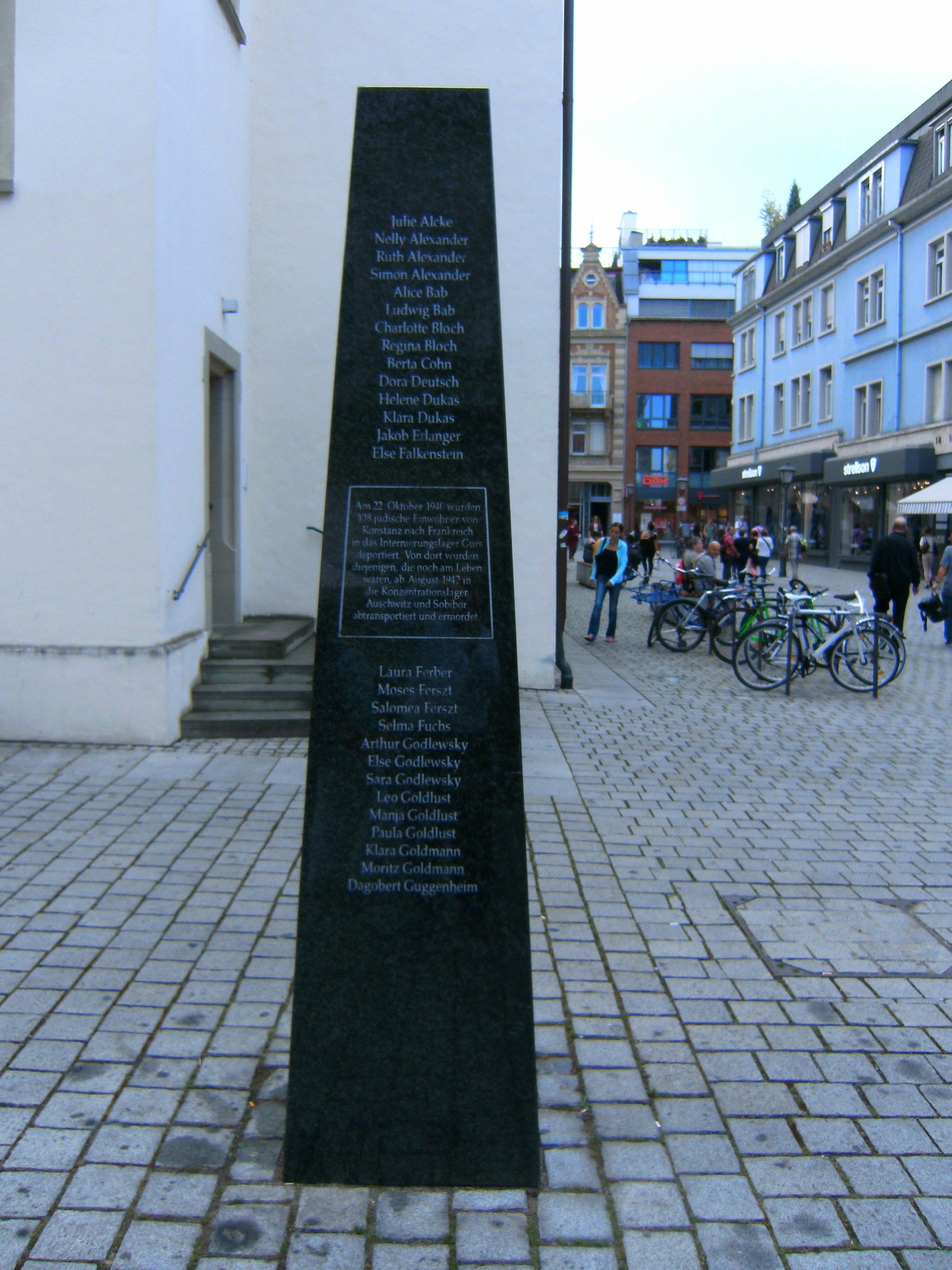
Mahnmal in der Sigismundstraße in Konstanz an die deportierten und ermordeten Juden

## Gedenken
Von 1946 bis 1960 erinnerte auf dem Grundstück ein aus Bruchstücken der Synagoge angefertigter Gedenkstein, der sich heute auf dem jüdischen Friedhof befindet.
Heute erinnert an die erste Synagoge eine Gedenktafel. Zudem steht wenige Schritte von ihrem Standort ein Mahnmal zur Erinnerung an die Deportation von 108 Konstanzer Juden im Jahre 1940 nach Gurs in den französischen Pyrenäen im Rahmen der Wagner-Bürckel-Aktion.

## Neubau
Das Synagogengrundstück wurde mit einem Geschäftshaus neu bebaut, in dem die jüdische Gemeinde seit 1964 einen Betsaal hat. Dort wurden am Pessach im Frühjahr 1964 die ersten jüdischen Gottesdienste durchgeführt. 1964 wurde die Israelitische Kultusgemeinde Freiburg-Konstanz gegründet, die zunächst mit einer in der Breisgaustadt vereint war. Im Jahr 1988 erlangte die Konstanzer Gemeinde ihre Selbstständigkeit.
Ende der 1990er Jahre führte der Zustrom jüdischer Flüchtlinge aus der ehemaligen Sowjetunion zu einer Erweiterung der Privatsynagoge. Das Gebäude beherbergt die Dr.-Erich-Bloch-und-Lebenheim-Bibliothek und verfügt seit 2008 über eine Mikwe.

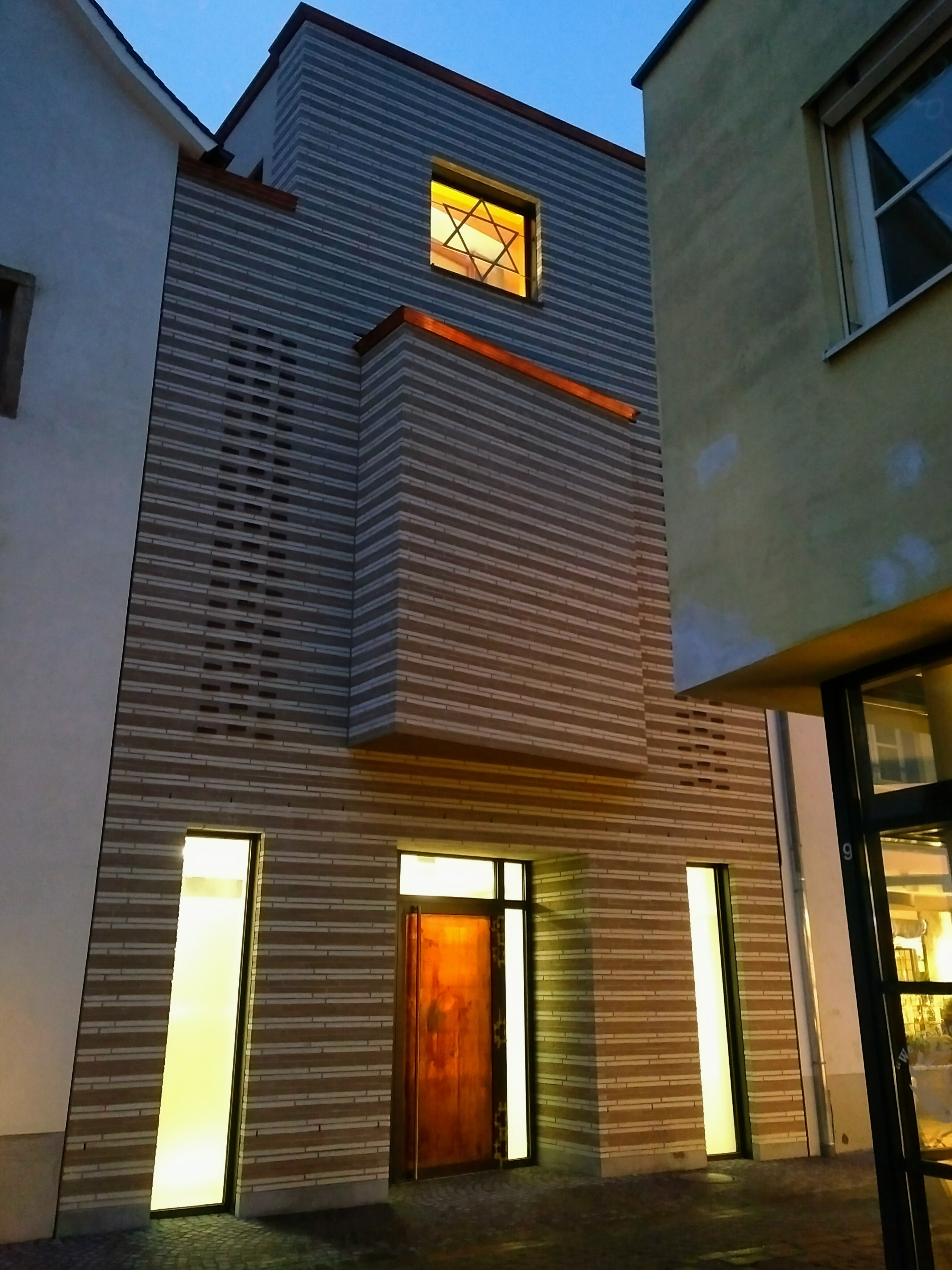
Die neue Synagoge Konstanz (2019)

Seit 2002 planten die Konstanzer Gemeinden und die Israelitische Religionsgemeinschaft Baden einen Neubau in der Nähe des ursprünglichen Platzes. Obwohl die Stadt das Grundstück kostenlos überlassen wollte, verzögerte sich das Projekt mehrfach aufgrund der hohen Baukosten. Diskutiert wurde, wie die Interessen der Israelitischen Religionsgemeinschaft (IRG) Baden als Dachverband, der Israelitischen Kultusgemeinde Konstanz (IKG) als orthodoxe Gemeinde und der Jüdischen Gemeinde Konstanz als liberale Gemeinde im Neubau berücksichtigt werden können. Ein Streitpunkt war, ob der Gebetsraum nach orthodoxer Auffassung geschlechtergetrennt gebaut werden soll, oder nach liberaler Auffassung für alle Geschlechter gemeinsam. Man einigte sich schließlich auf eine Empore, auf der sich während des Sabbats und an Feiertagen nur Frauen aufhalten sollten. Außerdem bekam der liberale Teil der Gemeinde weitere Räumlichkeiten, in denen gemeinsam gebetet wird.
Die Stadt Konstanz überließ der Religionsgemeinschaft das denkmalgeschützte ehemalige Gasthaus „Anker“ sowie das Nachbargrundstück kostenlos. Im Jahr 2016 wurden die Bauarbeiten zur neuen Synagoge in der Sigismundstraße 8 begonnen und nach dreijähriger Bauzeit im Herbst 2019 fertiggestellt. Die Kosten beliefen sich auf etwa 5 Millionen Euro. Gebaut und finanziert wurde die neue Synagoge durch die Israelitische Religionsgemeinschaft Baden, die Stadt Konstanz beteiligte sich mit 155.000 Euro. Die Einweihung der neuen Synagoge fand am 10. November 2019 statt, auf den Tag genau 81 Jahre nach der Reichspogromnacht.
Das Gebäude enthält einen großen Gebetsraum mit Empore (für die Frauen), einen weiteren kleineren Gebetsraum (von der liberalen Gemeinde genutzt), Gemeinderäume, eine Küche und eine Mikwe, ein Tauchbad zur rituellen Reinigung.